# 滨海维耶特里
滨海维耶特里（義大利語：Vietri sul Mare）是意大利南部坎帕尼亞大區萨莱诺省的一个市镇。由于地处阿马尔菲海岸的东部起点，它是一个热门旅游目的地。 ISTAT代码为065157。
该市镇与卡瓦-德蒂雷尼、切塔拉、马奥莱和萨莱诺毗邻。
滨海维耶特里是购买陶器者的胜地。